# Francisco Jovel Álvarez
Francisco Jovel Álvarez Rivera (Santa Rosa de Lima, El Salvador) es un futbolista salvadoreño retirado. Su posición natural dentro del terreno de juego fue como delantero, posteriormente se acopló en la zona defensiva como lateral derecho y defendió los colores de equipos como Municipal Limeño, Águila, Isidro Metapán y Alianza F.C. de la Liga Pepsi de El Salvador. 

## Trayectoria
Inició su carrera profesional con el Municipal Limeño, equipo de su ciudad natal, participando en la Categoría de Reserva, estuvo en sus filas desde 1999 y para la temporada 2000/2001 lo hicieron parte del plantel que disputaría la Primera División de El Salvador.

## Selección nacional
Álvarez hizo su debut con la Selección de Fútbol de El Salvador en un partido amistoso de abril de 2007 contra la Selección de Fútbol de Haití, también tuvo minutos en la Copa Oro de CONCACAF de 2007. Álvarez estuvo en la lista de Jorge Rodríguez que disputó las Eliminatorias CONCACAF a Rusia 2018.

## Estadísticas

### Clubes
| Club             | País        | Año         | Partidos | Goles |
| ---------------- | ----------- | ----------- | -------- | ----- |
| Municipal Limeño | El Salvador | 1999 - 2004 | -        | -     |
| Alianza F.C.     | El Salvador | 2005 - 2008 | -        | 15    |
| L.A. Firpo       | El Salvador | 2008 - 2009 | -        | -     |
| Águila           | El Salvador | 2009 - 2011 | 31       | -     |
| Vista Hermosa    | El Salvador | 2009 - 2011 | 7        | 2     |
| Municipal Limeño | El Salvador | 2012 - 2013 | 31       | 4     |
| Isidro Metapán   | El Salvador | 2013 - 2016 | 132      | 1     |
| Municipal Limeño | El Salvador | 2016 - 2019 | 83       | 5     |

## Palmarés

### Títulos nacionales
| Título        | Club           | País        | Año  |
| ------------- | -------------- | ----------- | ---- |
| Apertura 2013 | Isidro Metapán | El Salvador | 2013 |
| Clausura 2013 | Isidro Metapán | El Salvador | 2014 |
| Apertura 2014 | Isidro Metapán | El Salvador | 2014 |